# فریدون آسرایی
فریدون آسرایی (زادهٔ ۱۵ مرداد ۱۳۳۵)،خواننده موسیقی پاپ، ترانه‌سرا و آهنگساز اهل ایران است.

## زندگی‌نامه
فریدون آسرایی از خوانندگان پاپ ایرانی، متولد ۱۵ مردادماه ۱۳۳۵ در آسارا از توابع شهرستان کرج است. وی پس از تحصیلات مقدماتی، در فروردین ۱۳۵۸ به ونکوور کانادا مهاجرت کرد.
فریدون آسرایی سال ۱۹۸۸ گروه غزال و ۲ سال بعد هم گروه پرواز را با حضور کامران، هنگامه و رامین زمانی راه انداخت. آلبوم اولش «اولین سلام» با تنظیم رامین زمانی بود که ترانه‌هایش عبارت‌اند از: اولین سلام، گل‌اندام، دختر بندر، جاده عشق، شاه‌چراغ، جدایی، اگه می‌شد، تو ای یار، و ایرانم؛
وی ترانهٔ «خونه‌به‌خونه» را با پدرام کشتکار به ثبت رسانید.
پس از بازگشت از کانادا، فریدون آسرایی فعالیت‌های هنری خود در ایران را با آلبومی به نام «غریبه» آغاز کرد. بعد از آلبوم غریبه به ترتیب آلبوم‌های «از تو دورم»، «ریمیکس»، «خاطرات گم‌شده» و «عشق یعنی» را منتشر کرد.
از فعالیت‌های تلویزیونی وی می‌توان به حضور در شبکه نسیم به عنوان یکی از داوران برنامهٔ شب کوک اشاره کرد.

## افتخارات
- جایزهٔ بهترین آلبوم سال برای «عشق یعنی» به انتخاب کارشناسان موسیقی در سومین جشن سالانهٔ موسیقی ما در سال ۱۳۹۴[۶]

## آلبوم‌ها
- سرگذشت (۱۳۷۷)
- اولین سلام (۱۳۸۰، ترانه)
- غریبه (۱۳۸۳)
- از تو دورم (۱۳۸۶، سروش)
- ریمیکس (۱۳۸۷، ایران‌گام)
- خاطرات گم‌شده (۱۳۹۰، جهان‌تصویر)
- عشق یعنی (۱۳۹۳، آوای هنر)[۷]
- آخرین سلام (۱۴۰۲) این آلبوم پس از ۹ سال منتشر شد

## کنسرت‌ها
در چند سال گذشته فریدون آسرایی به رهبری ارکستر امیرحسین محمودی کنسرت‌های متعددی را در شهرهای مختلف ایران برگزار کرده است.